# Kardiomiopatie
Kardiomiopatie (łac. cardiomyopathia) – grupa chorób mięśnia sercowego powodowanych różnorodnymi przyczynami (etiologia heterogenna), prowadzących do nieprawidłowego działania (dysfunkcji) serca. Zajęciu mięśnia sercowego mogą towarzyszyć nieprawidłowości budowy i czynności osierdzia, wsierdzia, innych narządów. 

## Podział

### Klasyfikacja WHO
Klasyfikacja WHO z 1995 roku wyróżniała pięć grup kardiomiopatii:
- kardiomiopatię rozstrzeniową
- kardiomiopatię przerostową
- kardiomiopatię restrykcyjną
- arytmogenną kardiomiopatię prawej komory
- kardiomiopatie niesklasyfikowane.

W 2006 roku powstała kolejna klasyfikacja kardiomiopatii American Heart Association, a rok później własną klasyfikację przedstawiła European Society of Cardiology. 

### Klasyfikacja American Heart Association
Klasyfikacja AHA:
1. Kardiomiopatie pierwotne
  1. Genetyczne
    1. Kardiomiopatia przerostowa
    2. Dysplazja arytmogenna prawej komory
    3. Niescalony mięsień lewej komory
    4. Glikogenoza (PRKAG2 lub typu Danona)
    5. Zaburzenia przewodzenia
    6. Miopatie mitochondrialne
    7. Kanałopatie jonowe

  2. Mieszane
    1. Kardiomiopatia rozstrzeniowa
    2. Kardiomiopatia restrykcyjna

  3. Nabyte
    1. Kardiomiopatia zapalna
    2. Kardiomiopatia wywołana stresem (takotsubo)
    3. Kardiomiopatia połogowa
    4. Kardiomiopatia wywołana tachykardią
    5. Kardiomiopatia u dzieci matek z cukrzycą leczonych insuliną
2. Kardiomiopatie wtórne
  1. Kardiomiopatie naciekające
    1. Skrobiawica
    2. Choroba Gauchera
    3. Choroba Hurler
    4. Choroba Huntera

  2. Kardiomiopatie w przebiegu chorób spichrzeniowych
    1. Hemochromatoza
    2. Choroba Fabry’ego
    3. Glikogenozy
    4. Choroba Niemanna-Picka

  3. Kardiomiopatie spowodowane zatruciami
  4. Kardiomiopatie endomiokardialne
    1. Włóknienie endomiokardialne
    2. Zespół hipereozynofilowy

  5. Kardiomiopatie zapalne (ziarniniakowe)
    1. Sarkoidoza

  6. Choroby gruczołów wydzielania wewnętrznego
    1. Cukrzyca
    2. Nadczynność tarczycy
    3. Niedoczynność tarczycy
    4. Nadczynność przytarczyc
    5. Guz chromochłonny
    6. Akromegalia

  7. Kardiomiopatia sercowo-twarzowa
    1. Zespół Noonan

  8. Kardiomiopatie w przebiegu chorób nerwowo-mięśniowych lub chorób układu nerwowego
    1. Ataksja Friedreicha
    2. Dystrofia mięśniowa Duchenne’a
    3. Dystrofia mięśniowa Beckera
    4. Dystrofia mięśniowa Emery'ego-Dreifussa
    5. Dystrofia miotoniczna
    6. Nerwiakowłókniakowatość
    7. Stwardnienie guzowate

  9. Kardiomiopatie w wyniku niedoborów pokarmowych
    1. Choroba beri-beri
    2. Pelagra
    3. Szkorbut
    4. Niedobór selenu
    5. Niedobór karnityny
    6. Kwashiorkor

  10. Kardiomiopatie w przebiegu chorób autoimmunizacyjnych lub kolagenoz
    1. Toczeń rumieniowaty układowy
    2. Zapalenie skórno-mięśniowe
    3. Reumatoidalne zapalenie stawów
    4. Twardzina układowa
    5. Guzkowe zapalenie tętnic